# Bolyki János
Bolyki János, gyakran Bolyki E. János (Budapest, 1931. június 11. – Budapest, 2011. május 29.) református lelkész, teológiai doktor, a Budapesti Református Teológiai Akadémia (majd jogutóda, a Károli Gáspár Református Egyetem) tanára 1983-tól 1996-ig.

## Élete
Középiskolai tanulmányait a budapesti Lónyay utcai Református Gimnáziumban végezte el. 
Rövidebb időn át szolgált lelkipásztorként Gyöngyösön, Sárbogárdon és Budapesten, majd 1962-től Etyeken, 1970-től 1982-ig Szentendrén. 1978-ban teológiai doktorátust szerzett. 
1983-tól 1996-ig a Budapesti Református Teológiai Akadémián (majd annak jogutódján, a Károli Gáspár Református Egyetem Hittudományi Karán) tanított, illetve párhuzamosan nyolc éven át a Komáromi Calvin Teologián. 
1996-os nyugalomba vonulását követően 1998-ban professor emeritussá választották. 2004-ben a megszerezte a Magyar Tudományos Akadémia doktori címét is. 2011-ben hunyt el, 79 éves korában.

## Kitüntetése
- A Magyar Érdemrend parancsnoki keresztje (2010)

## Főbb művei
- Ki a mi Istenünk?; Református Zsinati Iroda Sajtóosztálya, Budapest, 1977
- A természettudományok kérdései a XX. század teológiatörténetében. Doktori értekezés; Református Zsinati Iroda, Budapest, 1979 (Theologiai tanulmányok)
- Az imádkozó Kálvin; Református Zsinati Iroda, Budapest, 1985 (Az evangéliumi kálvinizmus füzetei)
- Hit és tudomány; Református Zsinati Iroda, Budapest, 1989
- Jézus asztalközösségei; Budapesti ReformátusTeológiai Akadémia, Budapest, 1993 (Újszövetségi-patrisztikai kutatások)
- Kinyilatkoztatás: két megközelítés / Bolyki János: A Szentírás kettős természetéről / Csanády András: Kijelentés és történelmi lét. A bibliai hermeneutika filozófiai bírálata; Hermeneutikai Kutatóközpont, Budapest, 1997 (Hermeneutikai füzetek)
- Újszövetségi etika; Kálvin, Budapest, 1998
- Az újszövetségi írásmagyarázat elvei, módszerei és példái; Kálvin, Budapest, 1998
- "Teremtésvédelem". Ökológiai krízisünk teológiai megközelítése; Kálvin, Budapest, 1999
- "Igaz tanúvallomás". Kommentár János evangéliumához; Osiris, Budapest, 2001 (Kommentárok a Szentíráshoz)
- János evangéliuma a görög tragédiák tükrében; Kálvin, Budapest, 2002
- A tanúvallomás folytatódik. Kommentár János leveleihez; Osiris, Budapest, 2008 (Kommentárok a Szentíráshoz)
- Teológia a szószéken és a katedrán; szerk. Zsengellér József; KRE–L'Harmattan, Budapest, 2015 (Károli könyvek. Monográfia)